# Meu Segredo
"Meu Segredo" é uma canção da cantora Ivete Sangalo, presente em seu sexto álbum de estúdio Multishow Registro: Pode Entrar. Escrita e produzida por Ramón Cruz, a faixa foi lançada em 13 de abril de 2010, como o quinto e último single do álbum, através da Universal Music Brasil.

## Composição
Escrita somente por Ramón Cruz, que escreveu o sucesso da cantora "Quando a Chuva Passar" (2005), a canção é uma das quatro composições que ele fez para o álbum Pode Entrar; as outras foram "Vale Mais", "Viver com Amor" e "Meu Maior Presente", esta última presente no álbum Festa (2001) e regravada para o projeto. A canção é uma balada romântica.

## Recepção
A canção recebeu criticas favoráveis. O Blog do Miguel Arcanjo disse que "Ivete volta a cantar sozinha nessa simples balada romântica que fala de dor-de-cotovêlo".

## Videoclipe
O videoclipe da canção foi lançado juntamente com os outros clipes do álbum no DVD, "Pode Entrar" em Junho. Assim, como nos outros videoclipes do DVD, Ivete gravando é exibida interpretando a canção no estúdio. Outras cenas mostra Ivete e o seu namorado, Daniel Cady, num clima romântico (essa é a única vez que é mostrado Ivete e ele juntos). No dia 15 de abril de 2010, o videoclipe foi postado na página oficial de Ivete no YouTube.

## Paradas
| Paradas (2010)                                  | Melhor posição |
| ----------------------------------------------- | -------------- |
| BR Billboard Hot 100 Airplay                    | 13             |
| BR Billboard Brasil Regional Recife Hot Songs   | 6              |
| BR Billboard Brasil Regional Salvador Hot Songs | 1              |
| BR Billboard Hot Popular Songs                  | 11             |